# Patrice Rushen
Patrice Rushen, (Los Angeles, 1954. szeptember 30. –) amerikai dzsesszzongoristsa, R&B énekesnő, dalszerző, multiinstrumentalista. 2008. óta a Berklee College of Music művészeti nagykövete, 2014 óta pedig a USC Thornton School of Music populáris zenei programjának elnöke.

## Pályafutása
Rushen három éves korától klasszikus zongoraképzést kapott. 1972-ben megnyert egy szólistaversenyt a Monterey Jazz Festivalon, és szerződést kapott a Prestige Records kiadótól. Náluk három albumot adott ki.
1978-ban csatlakozott az Elektra Recordshoz, ahol további öt albumot adtak ki. Olyan dalokkal, mint a „Haven’t You Heard, Forget Me Nots, Feels So Real, Watch Out, Remind Me, Never Gonna Give You Up” rendre elérte a  R&B listák első tíz helyének valamelyikét. A „Forget Me Nots” című dala Grammy-díj jelölést kapott 2018-ban, többször is felhasználták, például a "Men in Black" című lemezéhez.
1978-ban Rushen dolgozott Prince "For You" című debütáló albumán. 1990-es évek közepe óta pedig rendszeresen dolgozott a The Meeting együttessel, továbbá Stevie Wonderrel, Herbie Hancockkal, Lionel Hamptonnal, Carlos Santana-val, George Bensonnal, Jean-Luc Ponty-val, Tom Jonesszal, Nancy Wilsonnal...
Különféle televíziós filmekhez és sorozatokhoz is komponált zenét, köztük az Emmy-díjra jelölt „The Killing Yard”-hoz és a „Just A Dream”-hez. Az „Our America” Sundance Filmdíjat nyert. Olyan filmekhez is szerzett zenét, mint a „Waiting To Exhale, Without You I’m Nothing, Hollywood Shuffle”.
Zenei igazgatója volt a CBS The Midnight Hour talkshow-nak és Janet Jackson világkörüli turnéjának is.
2000/2001-ben a Detroit Symphony Orchestra zeneszerzője volt. Több zenekari művet is komponált, köztük egy szimfóniát. Elkötelezett a Los Angeles-i fiatalok zenei támogatása mellett.

## Albumok
- 1974: Prelusion
- 1975: Before the Dawn
- 1977: Shout It Out
- 1978: Patrice
- 1979: Pizzazz
- 1980: Posh
- 1982: Straight from the Heart
- 1984: Now
- 1987: Watch Out!
- 1994: Anything but Ordinary
- 1997: Signature
- 2000: Jazz Straight Up
- 2006: Standards

## Egyéb albumok
- 1974: Prelusion
- 1975: Before the Dawn
- 1990: The Meeting (Leon „Ndugu” Chancler, Alphonso Johnson)
- 1994: Anything But Ordinary
- 1997: Signature
- 2001: Jazz Straight Up (Ndugu Chancler, Stanley Clarke)
- 2002: Piano, Bass and Drums (Aix, DVD-Audio: Ndugu Chancler, Darek Oleszkiewicz)

## Filmek
- Patrice Rushen az IMDb-n

## Grammy-díjjelölések
- 1983: Best R&B Instrumental Performance; „Number One”
- 1983: Best R&B Vocal Performance, Female; „Forget Me Nots”
- 1998: Best Contemporary Jazz Performance; „Signature”

### Egyéb díjak
- Number One Record „Feels So Real”, Radio & Records (R&R) National Chart − Writers: Patrice Rushen & Fred Washington, 1984
- ASCAP Songwriter's Award, 1988
- University of Southern California Black Student Assembly, Legacy of Excellence Award, 1992
- Women in Film Crystal + Lucy Awards, American Women in Film, 1994
- American Society of Composers, Authors and Publishers Award, Most Performed Song in Motion Pictures for 1997 for Man in Black, 1998
- NAACP Image Award Nomination for Best Contemporary Jazz Recording for „Signature”, 1998
- Honorary Doctorate Berklee College of Music, 2005
- The California Jazz Foundation NICA award for lifetime achievement, 2019
- The Ramo Music Faculty Award, 2020
- Trailblazer Award, Salute Them Awards, 2021
- Hamilton Garrett Center for Music and Arts (Boston, MA), Make Them Hear You Award, 2023

## Fordítás
- Ez a szócikk részben vagy egészben  a   Patrice Rushen című német Wikipédia-szócikk ezen változatának fordításán alapul.  Az eredeti cikk szerkesztőit annak laptörténete sorolja fel. Ez a jelzés csupán a megfogalmazás eredetét és a szerzői jogokat jelzi, nem szolgál a cikkben szereplő információk forrásmegjelöléseként.